# ملعب كانغنونغ
ملعب كانغنونغ (بالإنجليزية: Gangneung Stadium)‏ هو ملعب كرة قدم متعدد الأغراض يقع في كوريا الجنوبية، يتسع لـ 22,333 متفرج.

## التاريخ
تم وضع حجر الأساس للملعب في 1981. افتتح الملعب في 1984.